# Foxtrot (album de Genesis)
Cet article concerne l'album de Genesis. Pour l'album de Nanase Aikawa, voir Foxtrot.
Pour les articles homonymes, voir Foxtrot.
Albums de Genesis
Nursery Cryme
(1971) Genesis Live
(1973)
Singles
1. Watcher of the Skies
Sortie : Février 1973

Foxtrot est le quatrième album studio du groupe de rock progressif britannique Genesis. Il sort le 15 septembre 1972 sur le label Charisma et est produit par David Hitchcock et le groupe.

## Historique
Il est enregistré en août 1972 à Londres dans les Studios Island. Il est composé de six titres dont un, Supper's Ready, dure près de 23 minutes, soit quasiment toute la face B, qui comprend aussi la pièce instrumentale Horizon jouée à la guitare acoustique par Steve Hackett. Le titre Watcher of the Skies fait l'objet d'un single sorti en février 1973.
La pochette est une création de Paul Whitehead qui a déjà illustré les deux albums précédents, Trespass et Nursery Cryme. La femme-renard de la pochette inspirera Peter Gabriel qui fera vivre le personnage sur scène en enfilant une robe rouge appartenant à sa femme Jill ainsi qu'un masque de renard.
Au Royaume-Uni, il est le premier grand succès du groupe en se classant à la 12e place des charts britanniques. En France, l'album est disque d'or (100 000 exemplaires vendus); s'il contribue à imposer Genesis en Europe, il n'en est pas de même aux États-Unis où il n'apparaît même pas dans le classement du Billboard.

## Liste des titres
Toutes les chansons sont créditées à Tony Banks, Phil Collins, Peter Gabriel, Steve Hackett et Mike Rutherford.
| 1. | Watcher of the Skies            | 7:22 |
| 2. | Time Table                      | 4:44 |
| 3. | Get 'Em Out by Friday           | 8:35 |
| 4. | Can-Utility and the Coastliners | 5:44 |

| 5. | Horizons (instrumental à la guitare acoustique) | 1:38  |
| 6. | Supper's Ready                                  | 22:53 |

## Musiciens
D'après le livret accompagnant l'album : 
- Peter Gabriel : chant, flûte traversière, hautbois, grosse caisse, tambourin.
- Steve Hackett : guitare électrique  6 et 12 cordes, guitare nylon.
- Mike Rutherford : basse, guitare 12 cordes, pédalier basse, violoncelle.
- Tony Banks : orgue Hammond, piano, piano électrique, mellotron, guitare 12 cordes.
- Phil Collins : batterie, percussions, chœurs.

## Classements
| Classement (1972) | Durée du classement | Meilleure position |
| ----------------- | ------------------- | ------------------ |
| Album Top 100     | 1 semaine           | 45e                |
| (FIMI)            | —                   | 15e                |
| UK Album Chart    | 7 semaines          | 12e                |

| Classement (1975) | Durée du classement | Meilleure position |
| ----------------- | ------------------- | ------------------ |
| France (SNEP)     | 16 semaines         | 15e                |

| Classement (1972) | Meilleure position |
| ----------------- | ------------------ |
| (FIMI)            | 60                 |

## Certifications
| Pays              | Certification | Date             | Ventes  |
| ----------------- | ------------- | ---------------- | ------- |
| France (SNEP)     | Or            | 1975             | 100 000 |
| Royaume-Uni (BPI) | Or            | 25 décembre 2020 | 100 000 |